# Guadalupe, Bella Vista
Guadalupe är en ort i Mexiko.   Den ligger i kommunen Bella Vista och delstaten Chiapas, i den sydöstra delen av landet, 900 km sydost om huvudstaden Mexico City. Guadalupe ligger 1 568 meter över havet och antalet invånare är 280.
Terrängen runt Guadalupe är bergig åt nordväst, men åt sydost är den kuperad. Runt Guadalupe är det ganska tätbefolkat, med 80 invånare per kvadratkilometer. Närmaste större samhälle är Frontera Comalapa, 10,8 km nordost om Guadalupe. I omgivningarna runt Guadalupe växer huvudsakligen savannskog.